# Лемб (округ, Техас)
Шаблон:StateAbbr_ 34°04′ пн. ш. 102°21′ зх. д. / 34.07° пн. ш. 102.35° зх. д.
Округ Лемб (англ. Lamb County) — округ (графство) у штаті Техас, США. Ідентифікатор округу 48279.

## Історія
Округ утворений 1876 року.

## Демографія
За даними перепису 2000 року загальне населення округу становило 14709 осіб, зокрема міського населення було 6192, а сільського — 8517. Серед мешканців округу чоловіків було 7134, а жінок — 7575. В окрузі було 5360 домогосподарств, 3991 родин, які мешкали в 6294 будинках. Середній розмір родини становив 3,19.
Віковий розподіл населення поданий у таблиці:
| Стать    | До 15 років | 15-21 | 22-29 | 30-39 | 40-49 | 50-65 | 65-85 | Понад 85 |
| -------- | ----------- | ----- | ----- | ----- | ----- | ----- | ----- | -------- |
| Чоловіки | 1796        | 818   | 564   | 911   | 968   | 1014  | 925   | 138      |
| Жінки    | 1680        | 798   | 611   | 940   | 931   | 1133  | 1215  | 267      |

## Суміжні округи
- Кастро — північ
- Гейл — схід
- Лаббок — південний схід
- Гоклі — південь
- Кокран — південний захід
- Бейлі — захід
- Пармер — північний захід

## Виноски
1. ↑  https://web.archive.org/web/20200802230954/https://tshaonline.org/handbook/online/articles/hcl02
2. ↑  U.S. Decennial Census. United States Census Bureau. Архів оригіналу за 4 квітня 2018. Процитовано 3 травня 2015.
3. ↑  Texas Almanac: Population History of Counties from 1850–2010 (PDF). Texas Almanac. Архів оригіналу (PDF) за 26 лютого 2015. Процитовано 3 травня 2015.
4. ↑  State & County QuickFacts. United States Census Bureau. Архів оригіналу за 18 жовтня 2011. Процитовано 19 грудня 2013.(англ.) Наведено за англійською вікіпедією.
5. ↑  American FactFinder. Бюро перепису населення США. Архів оригіналу за 26 лютого 2012. Процитовано 31 січня 2008.

| США | Це незавершена стаття з географії США. Ви можете допомогти проєкту, виправивши або дописавши її. |